# مارتینا کاوایرو
مارتینا کاوایرو (اسپانیایی: Martina Cavallero‎؛ زادهٔ ۷ مهٔ ۱۹۹۰) بازیکن هاکی روی چمن اهل آرژانتین است.